# Trentepohlia femorata
Trentepohlia femorata är en tvåvingeart som beskrevs av Alexander 1921. Trentepohlia femorata ingår i släktet Trentepohlia och familjen småharkrankar. Inga underarter finns listade i Catalogue of Life.